# الأزمة السياسية السلفادورية 2020
كانت الأزمة السياسية في السلفادور 2020 حدثًا قصيرًا في 9 فبراير 2020، حيث أمر الرئيس السلفادوري نجيب أبو كيلة 1400 جندي من الجيش السلفادوري بدخول المجلس التشريعي للسلفادور لإجبارهم على الموافقة على طلب قرض بقيمة 109 ملايين دولار من الولايات المتحدة لخطة أبو كيلة الأمنية للسلفادور.

## خلفية
أراد الرئيس نجيب أبو كيلة الحصول على قرض بقيمة 109 ملايين دولار من الولايات المتحدة لتطوير قطاعي الشرطة المدنية الوطنية السلفادورية والقوات المسلحة السلفادورية في إطار «خطة السيطرة الإقليمية». في 7 فبراير، دعا أبو كيلة، تحت حماية رقم 7 من المادة 167 من دستور السلفادور، مجلس الوزراء للاجتماع في الجمعية التشريعية.

## الأزمة
في 8 فبراير، استغل الرئيس أبو كيلة الدستور مجددًا بالرجوع إلى المادة 87، التي تسمح بانتفاضة شعبية في حالة انتهاك النظام الدستوري.
في 9 فبراير، شق أبو كيلة طريقه إلى الغرفة الزرقاء، برفقة الجنود، وجلس تحت رئاسة رئيس الجمعية، ماريو بونس. في اليوم التالي، منعت المحكمة العليا في السلفادور الرئيس من استدعاء الجمعية التشريعية، كما منعت جميع القوات العامة، بما في ذلك وزارة الدفاع، من أداء وظائف غير تلك التي يأذن بها الدستور. وأعرب أبو كيلة عن عدم رضاه عن الأمر وقال إن «النظام يحمي نفسه» لكنه امتثل لأمر المحكمة العليا.

## ردود الفعل
تم الإبلاغ عن مظاهرات صغيرة ضد أبو كيلة، وتجمعت بشكل رئيسي في جامعة السلفادور في سان سلفادور. ووصفت منظمة العفو الدولية وهيومن رايتس ووتش تصرفات الرئيس بأنها «خطيرة» و «جادة» على التوالي.
على الرغم من التعبئة العامة خلال الحدث لدعم طلب القرض واحتجاجًا على امتناع المجلس التشريعي عن التصويت، اتهم كل من حزب التحالف الجمهوري القومي وجبهة فارابوندو مارتي للتحرير الوطني باستخدام القوات في الغرفة الزرقاء كانقلاب ذاتي. نفى أبو كيلة مزاعم الانقلاب الذاتي قائلاً: «لو كنت ديكتاتورًا، لكنت سيطرت على كل شيء». وقالت فيليسا كريستاليس، وهي سياسية من التحالف الجمهوري القومي: «لا يمكن لأي سلفادوري أن يؤيد ذلك».
في 24 فبراير، طلب المونسنيور خوسيه لويس إسكوبار ألاس، رئيس المؤتمر الأسقفي في السلفادور ورئيس أساقفة سان سلفادور، من الناس «خفض نبرة الهجمات المتبادلة، لأنه بهذه الطريقة لا يمكننا المضي قدمًا، ففي النهاية يجب أن نتجنّب صراعًا جديدًا»، في إشارة إلى الحرب الأهلية السلفادورية.